# Chakoska
Chakoska est un tableau réalisé par le peintre italien Amedeo Modigliani en 1917. Cette huile sur toile est le portrait à mi-corps de Lunia Czechowska, un modèle que l'artiste représente à plusieurs reprises. La jeune femme y figure assise les mains posées sur les cuisses, devant un fond bleu-vert. L'œuvre est conservée depuis 1952 au musée d'art de São Paulo, à São Paulo, au Brésil.

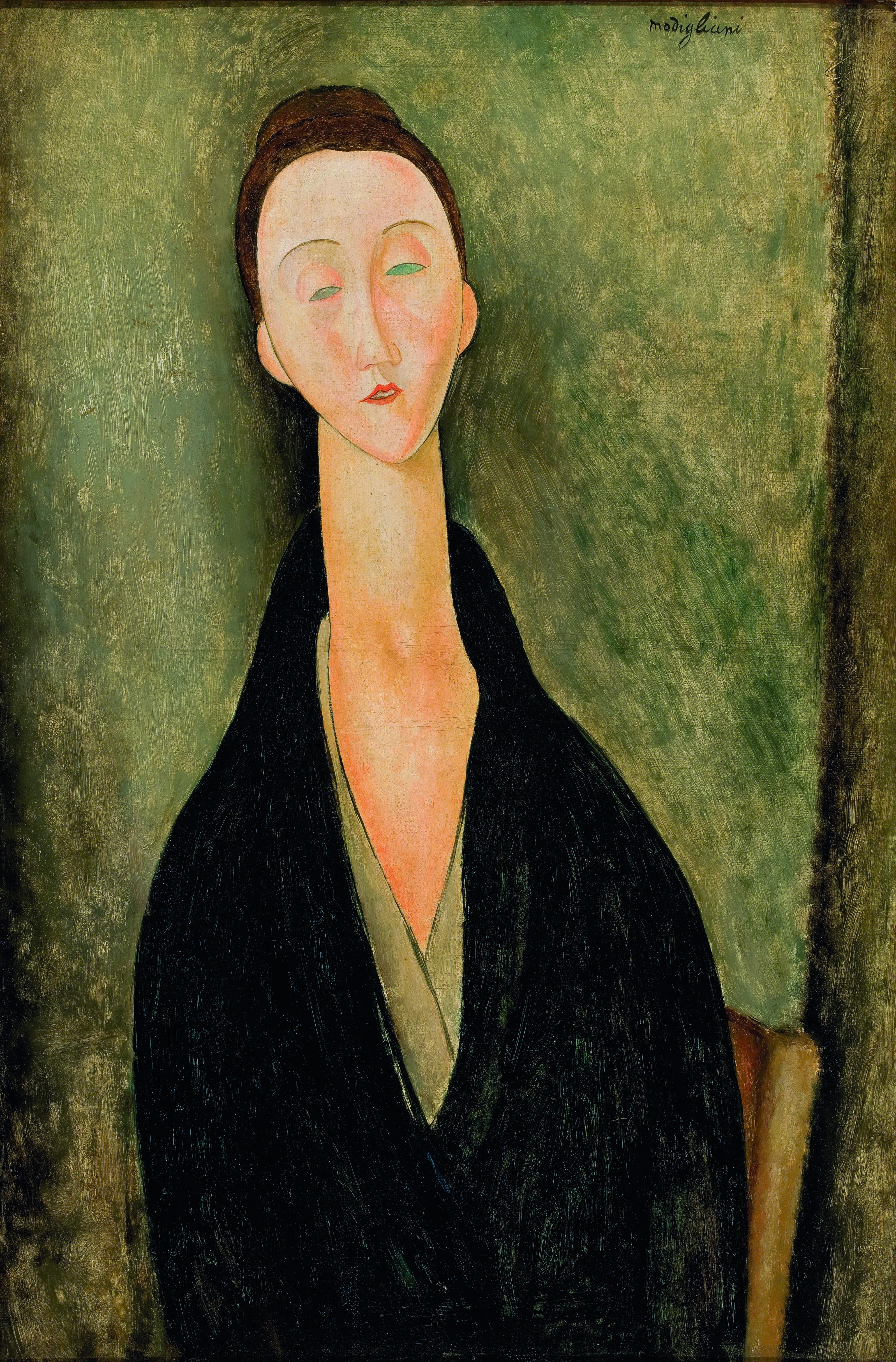
Lunia Czechowska, vers 1918 – Musée d'art de São Paulo, São Paulo.